# Massacre de Pinjarra
La massacre de Pinjarra (parfois appelé bataille de Pinjarra) est un massacre qui a eu lieu le 28 octobre 1834 en Australie-Occidentale à Pinjarra, lorsqu'un groupe de Binjareb Noongar (des aborigènes) a été attaqué par un détachement de 25 soldats, policiers et colons conduits par le Gouverneur James Stirling. Ce massacre a été le point culminant d'une tension croissante entre les colons nouvellement arrivés qui s'appropriaient la terre pour l'agriculture et les peuples Noongar qui y vivaient en tant que chasseurs-cueilleurs
.
Le mot de « bataille » longtemps utilisé a été critiqué récemment par de nombreux militants aborigènes qui voudraient plutôt que l'on parle de « massacre ».

## Les origines du conflit
Pendant les premières années de la colonisation britannique dans l'actuelle région de Perth, les témoignages semblent indiquer qu'une politique de coexistence pacifique avec les aborigènes fut encouragée par les premiers colons européens, premiers colons qui avaient été envoyés là pour empêcher une possible invasion de la région par la France. Cependant cette politique tourna court avec l'augmentation incessante d'attaques sur les biens, le bétail et les colons eux-mêmes par les aborigènes qui se traduisirent en retour par l'assassinat d'aborigènes par les colons. Le capitaine Frederick Irwin, le vice-gouverneur profita de l'absence du gouverneur pour enflammer la situation proposant à ses soldats « d'écraser un groupe d'aborigènes belliqueux et de les réduire à un état de sujétion ». Ce comportement rigide et dominateur coupa le vice-gouverneur des autres colons à un point tel que son effigie fut brûlée publiquement la veille de son départ. Une partie de l'origine du massacre de Pinjarra peut être liée à cette affaire.
En réponse à une augmentation des hostilités par les aborigènes Binjarebs, conduits par leur chef Calyute et à la demande des colons de la région de Pinjarra demandant une meilleure protection, le gouverneur James Stirling décida de revenir plus rapidement d'Albany et, en septembre, organisa une opération de police avec des broussards et d'anciens soldats pour affronter les Binjarebs sur le fleuve Murray. Une petite partie de la garnison de Dandalup avait été réquisitionnée par crainte des représailles aborigènes à la mort de quelques-uns des leurs. Selon Robert Menli Lyon quelques-uns de ces soldats, originaires de Tasmanie, pouvaient tirer sur les aborigènes comme sur les kangourous d'autant qu'ils voulaient se venger d'attaques sur d'autres colons et notamment de l'assassinat de Nesbitt, un des employés de Thomas Peel, un colon de la région. La tribu Binjareb avait aussi la réputation d'avoir un comportement agressif avec les autres tribus aborigènes et les colons. Il est possible qu'elle ait voulu par ces attaques asseoir son pouvoir sur les autres tribus environnantes affaiblies par la mort de nombreux aborigènes Wadjuks originaires de la région de Perth. Stirling, se basant sur son expérience des guerres de clans écossais et des indiens d'Amérique, avait peur d'une possible alliance des Binjarebs et des Wadjuks de la région de « Upper Swan ». Il souhaitait empêcher une telle alliance grâce à une attaque des aborigènes par le sud. Ce massacre de Pinjarra avait uniquement pour but de punir les Binjarebs pour leurs précédentes attaques, de remettre en service un casernement sur la route du sud et de permettre à Thomas Peel d'attirer des colons sur ses terres à Mandurah après l'échec des négociations du topographe Septimus Roe et de Thomas Peel pour une coexistence pacifique dans la région. Stirling souhaitait mener une action décisive qui mettrait fin aux attaques une fois pour toutes.

## La préparation du combat
Stirling aurait souhaité démarrer son action le 17 octobre mais on repéra un homme dans les environs de Perth qui aurait pu être un espion de Calyute aussi le départ de l'expédition fut repoussé d'une semaine.
Le 25 octobre au matin, Stirling et Roe quittèrent Perth et se dirigèrent vers Preston Ferry où ils attendirent le surveillant George Smyth et le caporal Delmidge qui devaient apporter là des provisions venues par bateau de Perth. Quelques chevaux furent aussi emmenés avec des provisions à Hamilton Hill et le groupe se dirigea vers l'est en contournant Fremantle. Il fut rejoint par le capitaine Ellis, le capitaine Meares et son fils, Seymore. Puis ils se dirigèrent vers le sud jusque chez Thomas Peel qui les rejoignit avec deux de ses hommes. Le 27 octobre au matin, dix soldats du 21e régiment, deux caporaux et huit civils arrivèrent sur les lieux pour se joindre au groupe. Des munitions et plusieurs semaines de provisions furent embarquées car les soldats devaient rester par la suite à Pinjarra pour y établir une garnison. En quittant la ferme de Peel, ils traversèrent la rivière Serpentine et se dirigèrent vers le delta du Murray où ils découvrirent des traces d'un groupe d'hommes, de femmes et d'enfants aborigènes se dirigeant vers Pinjarra. Au soir, ils s'installèrent à Jinjanuk, à une quinzaine de kilomètres de l'embouchure du Murray, de manière à pouvoir commencer le combat le lendemain matin au moment où les aborigènes s'y attendraient le moins.

## Le massacre
Le 28 octobre, le groupe se réveilla deux heures avant le lever du jour et prit son petit déjeuner dans l'obscurité. A 8 heures, il se mit en route pour rejoindre le Murray et remonter vers le nord et traverser l'Oakley à 8 h 35. Peel remonta discrètement la rive ouest du fleuve et revint pour dire qu'il avait vu un campement d'une vingtaine de huttes le long de la rivière. Le temps se gâta et la pluie se mit à tomber en abondance au moment où le capitaine Ellis, Mr Norcott et trois policiers attaquèrent par le sud.
Les aborigènes ripostèrent avec leurs lances et leurs propulseurs tandis que les femmes et les enfants essayaient de s'enfuir en traversant la rivière alors que le capitaine Stirling, le capitaine Meares, Thomas Peel et douze autres hommes les attendaient en cachette. Ellis fut rapidement au contact des aborigènes et Norcott, qui avait reconnu parmi eux un agitateur du nom de Noonaar, le tua d'un coup de feu, en faisant la première victime de la journée. Au moins cinq aborigènes furent tués au cours du premier assaut et le reste du groupe reflua vers la rivière qu'il voulut traverser pour aller se cacher dans les collines. Une des femmes les plus âgées de la tribu, Teelak, fut tuée sous les hurlements de sa fille de 4 ans. Au moins treize femmes et enfants furent tués ainsi.
Stirling, entendant les coups de feu, réagit rapidement. Il envoya Roe et quatre autres hommes empêcher le groupe de s'échapper vers le sud en laissant les cavaliers au niveau du gué. Le gouverneur et quatorze hommes se tenaient en ligne, en embuscade pour attendre les aborigènes qui voudraient traverser la rivière. Ellis avait perdu son cheval mais Norcott continuait de pousser le groupe vers la rivière où ils étaient soumis à un important tir croisé, les rives de la rivière offrant peu d'abris à cet endroit là. Beaucoup plongèrent dans le fleuve en retenant leur respiration autant qu'ils le pouvaient. Certains essayèrent de se laisser emporter par le courant mais la vitesse n'y était pas suffisante pour qu'ils puissent s'échapper. Ils furent aussi tués et Roe note dans son journal que peu de blessés purent s'échapper. Les soldats tirèrent indistinctement sur toutes les personnes qu'ils attrapèrent et toutes furent tuées. Le détachement poursuivit alors ceux qui s'étaient enfuis vers le nord. A 10 h 05 tout était fini et par suite des graves blessures de deux de ses hommes, Stirling décida de revenir aussitôt à Mandurah.

## Les victimes
Du côté des colons, le caporal Heffron fut blessé au bras, mais récupéra suffisamment pour prendre part au massacre d'aborigènes Balardong dans la région de York. Le capitaine Ellis, par suite d'une blessure par flèche ou par suite de sa chute de cheval, fut victime d'une commotion cérébrale et mourut le 11 novembre après avoir passé deux semaines dans le coma.
Du côté des aborigènes, il n'y a pas d'accord sur le nombre de victimes. 60 à 70 aborigènes, hommes, femmes et enfants furent sous le feu de 24 fusils pendant une heure avec une demi-heure de poursuite dans le bush pour les survivants. Aucun homme ne fut fait prisonnier et tous les blessés furent immédiatement tués. Huit femmes et quelques enfants furent faits prisonniers. Dans son rapport, Stirling déclare que quinze hommes furent tués. Roe estime ce nombre de quinze à vingt. Le capitaine Daniel, que Stirling envoya par la suite pour surveiller la zone des combats laissa entendre qu'il y avait eu beaucoup plus de morts que ce qu'il avait été dit et qu'il avait trouvé plusieurs tombes collectives mais que la pluie et la peur d'une attaque avaient rendu impossible une exhumation pour un décompte officiel.
Francis Armstrong et Thomas Peel essayèrent par la suite d'avoir un décompte officiel en interrogeant les aborigènes Ninda et Colling, qui avaient participé au combat. Ils donnèrent onze noms mais en raison de l'interdiction dans la culture Noongar de parler d'un mort, la tâche était pratiquement impossible. Parmi les morts se trouvaient Unia, le plus jeune fils de Calyute et Gummol qui avait déjà été fouetté après une attaque contre le moulin de Shenton. Deux femmes de Calyute figuraient parmi les blessées : Yornup à la jambe et Mindip au bras gauche et à la cuisse droite.
Après cette affaire, Stirling donna un sévère avertissement aux aborigènes. S'il y avait un seul mort par représailles de la part des Binjarebs, il déclara que « personne ne resterait vivant de ce côté-ci des montagnes » (les « Darling Scarp »).

## Les conséquences
Il semble que la principale conséquence de ce massacre soit une augmentation de la peur des colons plutôt qu'un soulagement. Ils craignaient en effet que les tribus aborigènes s'unissent pour les chasser du pays et cette peur dura jusque dans les années 1850 et le massacre d'un rassemblement d'aborigènes lors d'un corroboree à Whiteman Park près de Guildford. La police montée continua d'assurer des patrouilles régulières dans la région et un groupe resta à Mandurah bien qu'il n'y ait plus eu de trouble par la suite. Thomas Peel continua à appeler à l'extermination des derniers Binjarebs, qu'il qualifiait de « nid de frelons », bien qu'ils n'aient jamais menés d'actions de représailles.
Le massacre d'un aussi grand nombre de Binjarebs provoqua un déséquilibre entre les différentes tribus rivales et les Wadjuks de Swan et Canning ainsi que les Balardongs d'York essayèrent d'en tirer profit. Stirling en profita aussi personnellement car il put s'approprier les terres des Binjarebs dans la région d'Harvey sans être inquiété.